# Liste des cours d'eau du Liechtenstein

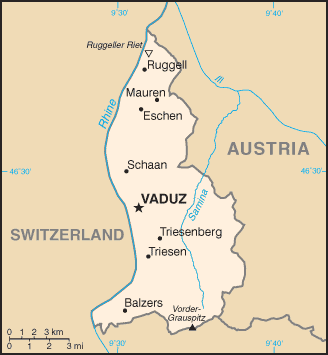
Carte du Liechtenstein et ses rivières

Cet article liste les rivières qui traversent le Liechtenstein.
- Le Rhin, qui se jette dans la Mer du Nord. Il forme la plus grande partie de la frontière avec la Suisse.
- La rivière Samina, se jette dans la rivière Ill. Elle a sa source à l'intérieur de la principauté et continue en Autriche.